# Nikola Šumonja
Nikola Šumonja (Zagreb, 26. svibnja 1865. — Karlovac, 1927.), hrvatski je kulturni i prosvjetni djelatnik srpskog podrijetla.

## Životopis
Nikola Šumonja je rođen u Zagrebu 1865. godine. U Srijemskim Karlovcima je završio šest razreda gimnazije, gdje je uz Tihomira Ostojića, Jovana Maksimovića, Radoslava Markovića i druge uređivao i pisao pripovjetke za list Sloga, čiji je bio jedan od osnivača i koji je izdavala ilegalna, istoimena družina karlovačkih đaka. Posljednji broj ovog rukopisnog lista uređivao je 1884. godine.
Srpsku učiteljsku školu je završio u Karlovcu 1885. godine. Odmah je izabran za učitelja Srpske muške osnovne škole u Sarajevu, gdje je radio od 1. rujna 1885. godine do 1. ožujka 1887. godine.
S još tri mlada mlada sarajevska učitelja Srpske muške škole (Nikola Kašiković, Božidar Nikašinović, Steva Kaluđeričić) došao je na ideju o pokretanju časopisa zabavno-poučnog, namijenjen široj čitalačkoj publici. Časopis Bosanska vila je pokrenut u Sarajevu 16. prosinca 1885. godine, kao prvi književni časopis u povijesti bosanskih Srba. Iako je prvi urednik bio Božidar Nikašinović i ostali osnivači su učestvovali u suradnji oko izdavanja časopisa. Šumonja je bio zadužen za kratku prozu, podlistak i književne bilješke.
Osim u Bosanskoj vili, njegovi radovi su objavljivani i u Javoru, Srpskom zabavniku, Stražilovu, Nevenu, Ilustrovanim novinama, Slovincu, Vijencu, Srpskom kolu, Narodnoj biblioteci, Novom vaspitaču i drugim listovima.
Nakon što je Božidar Nikašinović, položio učiteljski ispit i otišao na učiteljsku službu u Mostar, te završenih birokratskih procedura prijenos dužnosti urednika i nakladnika, Šumonja je rujna 1886. preuzeo uređivanje Bosanske vile. Posao koji mu je predstojao nije bio ni malo lak.
Ambiciozan i naklonjen književnom radu, uspio je pridobiti znatan broj suradnika, vodeći prepisku s mladim piscima iz redova đaka Karlovačke gimnazije i bogoslovije.
U času kada je preuzimao uredništvo, list je kasnio gotovo dva mjeseca, dijelom zbog pretrpanosti tiskare, a još više, zbog odlaska starog urednika. Mlad i poduzimljiv, predlagao se da se izdavanjem pojednih brojeva svakih osam dana nadoknadi zaostalo izlaženje i izdavanje lista što prije dovede u red.
Tokom njegovog uredništva pojavili su se novi stalni suradnici Stari Jovo Hadži N. Besarović, sa svojim putopisima i Sava Kosanović sa svojim memoarskim bilješkama, kao i više novih suradnika, većinom početnika, ali i pisaca koji su uživali ugled. U jednom od brojeva objavljen je i opis ramazanske večeri, autora Mustafe Hilmije Muhibić, pokazujući tada, ali i mnogo puta kasnije, da se i pored toga što se radi o srpskom časopisu, ostavlja mogućnost predstavljanja književnog umijeća sunarodnika drugih etničkih skupina, doprinoseći na taj način izgradnji suživota i rušenju vjerskih i etničkih stereotipa, putem upoznavanja kulture i tradicija drugih. Istovremeno je podsticao nedovoljno neodvažne stvaraoce, pretežno svećenike, učitelje i trgovce u opisivanju svojih krajeva i narodnih običaja, uredno sređujući i objavljujući njihove radove, čuvajući tako dragocene starine od zaborava. Izdavši zaostale brojeve, Šumonja je unaprijedio i materijalno učvrstio list. Uvećan broj pretplatnika je omogućio redovno izlaženje lista. Do kraja 1886. godine broj pretplatnika Bosanske vile je narastao na 800. Za nešto više od pola godine, koliko je uređivao list, izašlo je 17 brojeva lista, 14 u prvoj i tri u drugoj godini izlaženja. Zahvaljujući raznovrsnosti priloga, tokom tog razdoblja popularnost lista je porasla, kako među srpskim, tako i među slovenskim, hrvatskim i češkim pretplatnicima.
To nije promaklo budnom oku austrougarskih vlasti, koje su ga pozvale na odsluženje trogodišnjeg vojnog roka. U pismu koje je 8. prosinca 1886. godine uputio svom drugu iz đačkih dana, Radoslavu Markoviću, pisao je kako će "otići pod pušku, jer su ovdje bacili na me oko, pa će me se ovako na lak način ratosiljati".
U oproštajnoj poruci čitaocima Bosanske vile zapisao je:
U notici tiskanoj na istoj strani, prijateljima i poznanicima, s kojima nije mogao posebno da se oprosti, ostavio je svoju adresu.
Očigledno je da je poziv bio hitan i da je odmah morao da napusti Sarajevo radi odlaska u vojsku u Karlovac. Ovakav potez vojnih vlasti iznenadio je i upravu sarajevske škole, jer je od 1. lipnja 1885. godine bio stalni učitelj u Muškoj osnovnoj školi u Sarajevu.
Iako su prema Privremenom vojnom zakonu učitelji bili oslobođeni vojne službe i samo su tokom raspusta odlazili na vojne vježbe, regrutovan je kolovoza 1886. godine. Školski odbor sarajevske crkveno-školske općine je intervenirao preko Zemaljske vlade kod Ratnog vojnog ministarstva da se učitelj Nikola Šumonja oslobodi od obveze služenja vojnog roka, jer je potreban u školi, pa 1. listopada 1886. godine nije stupio na vojnu dužnost kao i ostali obveznici. 
Prave razloge za ovakav potez vlasti, uređivačko i književno angažiranje u Bosanskoj vili, ipak je bilo lako naslutiti. Osnovna je pretpostavka da se vlastima najviše zamjerio kada je u 20. broju lista uvrstio svoju pripovijetku "Pod gvozdenim krstom", u kojoj je oslikao stradanje običnih ljudi, prilikom ulaska Austrougarske u Bosni i Hercegovinu. Već nakon objavljivanja prve epizode, ova pripovijetka s jasnom tendencijom protiv okupacije je zabranjena, pošto je Benjamin Kallay uveo oštru cenzuru na otkrivene komentare političkog režima. Što se nije smjelo reći u bosanskohercegovačkim novinama, slato je u Srbiju ili u srpske novine u Vojvodini, gdje je austrougarska uprava bila daleko umjerenija. Tako je pripovjetka kolovoza i rujna 1887. u cjelini objavljena u novosadskom Javoru, čiji je vlasnik bio Jovan Jovanović Zmaj. Vojni rok je služio godinu dana. Nakon toga je primljen za učitelja u Srpskoj osnovnoj školi u Petrinji. Godine 1890, u Zagrebu je s odličnim uspjehom položio ispit za učitelja građanskih škola i iste godine postao je učitelj vježbaonice pri Srpskoj ženskoj učiteljskoj školi u Gornjem Karlovcu. U Karlovcu je uveo Svetosavske besjede, srpske javne zabave s programom.
Visoki školski savez postavio ga je 1. rujna 1895. godine za profesora, a od 12. prosinca 1896. godine za direktora Srpske pravoslavne muške učiteljske škole u Pakracu. Rukovodio je školskom praksom i bio je nadzornik internata učiteljske škole. Funkciju ravnatelja je obavljao do 1921. godine.
Od 1922. do umirovljenja 1926. je radio kao ravnatelj Državne učiteljske škole u Gospiću.
Preminuo je 1927. godine, boraveći kod kćerke, koja je radila kao profesor u Karlovcu. Sahranjen je na pravoslavnom groblju na Dubovcu u Karlovcu.

## Vanjske poveznice
- Тrajković, Borjanka. 2006. Nikola Т. Kašiković: život i delo. Narodna biblioteka Srbije. Beograd. ISBN 86-7035-138-2CS1 održavanje: ref=harv (link)
- Stejn, Vervat. 2006.  Subotić, Ljiljana; Kleut, Marija; Bugarski, Nataša (ur.). Četvrti međunarodni simpozij Susret kultura Zborbik radova. Filozofski fakultet. Novi Sad. str. 659-669. ISBN 86-80271-36-5. Pristupljeno 1. rujna 2018.CS1 održavanje: ref=harv (link)
- Kašiković, Nikola, ur. 30. siječnja 1896. Prvi pokretači i urednici Bosanske vile (PDF). Bosanska vila. Prva srpska štampartija Riste J. Savića. Sarajevo. XI/ 2. Pristupljeno 1. rujna 2018.
- Šumonja, Nikola. 1. veljače 1887.  Šumonja, Nikola (ur.). Poštovanim čitaocima (PDF). Bosanska vila. Prva srpska štamparija Riste J. Savića. Saraje3vo. II/ 3. Pristupljeno 2. rujna 2018.CS1 održavanje: lokacija (link)
- Krajišnik, Đorđe. 13. siječnja 2011. Bosanska vila 1885.-1914. Bosanska vila za uređivanja Nikole Šumonje. Blin magazin. Inačica izvorne stranice arhivirana 2. rujna 2018. Pristupljeno 1. rujna 2018.
- Lasica, Bojana M. 2016.  Letić, Marija (ur.). Nauka i evrointegracije: Zbornik radova sa naučnog skupa (Pale, 22.-24. svibanj 2015.) - Srpski književni časopisi u BiH u vrijeme Austrougarske i njihov doprinos u razvoju prosvjete, kulture i nacionalnog identita. Sveučilište u Istočnom Sarajevu Filozofski fakultet Pale. Pale. ISBN 978-99938-47-78-6CS1 održavanje: ref=harv (link)
- Radeka, Milan. 1975.  Jelić, Ратко (ur.). Gornja Krajina - Karlovačko vladičanstvo. Savez udružanja pravoslavnih svećenik SR Hrvatske. Zagreb. CS1 održavanje: ref=harv (link)